# Elin Johansson
Elin Johansson (Skellefteå, 5 agosto 1990) è una taekwondoka svedese.

## Palmarès
- Europei

Roma 2008: bronzo nei 59;
Manchester 2012: bronzo nei 67 kg.
- Giochi europei

Baku 2015: bronzo nei 67 kg.